# Wieża ciśnień w Nowym Dworze Gdańskim
Wieża ciśnień w Nowym Dworze Gdańskim – wieża ciśnień znajdująca się w Nowym Dworze Gdańskim przy ulicy Tuwima 5.
Wieża ma konstrukcję żelbetową (jedna z najstarszych konstrukcji tego typu w Europie) na planie ośmioboku. Szkielet z żelbetu wypełniony jest cegłą ceramiczną. Wieża ma ponad 30 metrów wysokości. Wejście prowadziło niegdyś przez niewielką przybudówkę.
Na trzonie wieży zwężającym się ku górze znajduje się głowica zwieńczona ośmiobocznym hełmem z chorągiewką wietrzną, na której widnieje rok 1909 – rok oddania wieży do użytku.
Wieża eksploatowana była do 1965, do czasu uruchomienia Centralnego Wodociągu Żuławskiego. Od tamtej pory wieża nie była remontowana i obecnie jest w fatalnym stanie technicznym.
Od 1989 roku jest w rękach prywatnych. Właściciele nie mają funduszy na jej remont.
W roku 1992 została wpisana do rejestru zabytków pod numerem 234/92 z 26 października 1992.
29 maja 2020 w związku z zagrożeniem, zdemontowano iglicę z wieży ciśnień.